# سينثيا بولينغو
سينثيا مادوينغيل بولينغو مبونغو (من مواليد 12 يناير 1993) والمعروفة باسم سينثيا بولينغو، هي عداءة بلجيكية. فازت بالميدالية الفضية في سباق 400 متر في بطولة أوروبا لألعاب القوى داخل الصالات 2019 والميدالية البرونزية في سباق 4 × 400 متر في بطولة أوروبا لألعاب القوى 2024. يعتبر أفضل رقم شخصي في سباق 400 متر للسيدات كان 49.96 في بطولة العالم لألعاب القوى 2023.
شارك في دورة الألعاب الأولمبية الصيفية 2024 في سباق 400 متر.
حطمت الرقم القياسي البلجيكي في سباق 400 متر  بوقت 50.75 في مونتروي، فرنسا في 1 يونيو 2021، وحسنت الوقت الذي سجلته كيم جيفارت وهي في السادسة عشرة من عمرها وهو 51.45 ، وتأهلت للمنافسة في الألعاب الأولمبية الصيفية 2020. بعد شهر حطمته مرة أخرى وخفضته إلى 50.29 ثانية. في 22 أغسطس 2023 تأهلت لنهائي 400 متر في بطولة العالم بتسجيلها وقتًا قدره 49.96 في نصف النهائي، مما أدى إلى تحسين رقمها القياسي البلجيكي وأصبحت أول بلجيكية تصل إلى نهائي 400 متر في بطولة العالم 2023 في بودابست.
في يونيو 2024، كانت ضمن فريق التتابع النسائي البلجيكي ضمن سباق 4 × 400 متر الذي فاز بالميدالية البرونزية في بطولة أوروبا لألعاب القوى.